# Episodi di E.R. - Medici in prima linea (prima stagione)
La prima stagione della serie televisiva E.R. - Medici in prima linea è andata in onda negli Stati Uniti sulla NBC da lunedi 19 settembre 1994 a giovedi 18 maggio 1995.
In Italia la stagione è andata in onda su Rai 2 dall'11 gennaio al 18 aprile 1996.
Julianna Margulies, dopo essere apparsa come guest star nell'episodio pilota nel ruolo di Carol Hathaway, sarà promossa a personaggio regolare nel secondo episodio di questa stagione.
Ming-Na Wen, compare come personaggio ricorrente in sei episodi nel ruolo di Jing-Mei Chen. Ricomparirà in seguito come personaggio regolare nella sesta stagione.
Gloria Reuben, compare come personaggio ricorrente in nove episodi nel ruolo di Jeanie Boulet. Sarà promossa a personaggio regolare a partire dalla seconda stagione.
| nº | Titolo originale            | Titolo italiano              | Prima TV USA              | Prima TV Italia           |
| -- | --------------------------- | ---------------------------- | ------------------------- | ------------------------- |
| 1  | 24 Hours                    | Pilota                       | Lunedi 19 settembre 1994  | Giovedi 11 gennaio 1996   |
| 2  | Day One                     | Primo giorno                 | Giovedi 22 settembre 1994 | Giovedi 18 gennaio 1996   |
| 3  | Going Home                  | Un tranquillo lunedì         | Giovedi 29 settembre 1994 | Giovedi 18 gennaio 1996   |
| 4  | Hit and Run                 | Incidente mortale            | 6 ottobre 1994            | Giovedi 25 gennaio 1996   |
| 5  | Into That Good Night        | Tutto in una notte           | 13 ottobre 1994           | Giovedi 25 gennaio 1996   |
| 6  | Chicago Heat                | Caldo e violenza             | 20 ottobre 1994           | Mercoledi 31 gennaio 1996 |
| 7  | Another Perfect Day         | Una giornata particolare     | 3 novembre 1994           | Mercoledi 31 gennaio 1996 |
| 8  | 9 1/2 Hours                 | Vinca il migliore            | 10 novembre 1994          | Giovedi 8 febbraio 1996   |
| 9  | ER Confidential             | La signora Rena              | 17 novembre 1994          | Giovedi 8 febbraio 1996   |
| 10 | Blizzard                    | Bufera di neve               | 8 dicembre 1994           | 22 febbraio 1996          |
| 11 | The Gift                    | Buon Natale Susan!           | 15 dicembre 1994          | 22 febbraio 1996          |
| 12 | Happy New Year              | Buon anno                    | 5 gennaio 1995            | 29 febbraio 1996          |
| 13 | Luck of the Draw            | La data delle nozze          | 12 gennaio 1995           | 29 febbraio 1996          |
| 14 | Long Day's Journey          | Lungo viaggio nel giorno     | 19 gennaio 1995           | 7 marzo 1996              |
| 15 | Feb 5, '95                  | Una vipera in corsia         | 2 febbraio 1995           | 7 marzo 1996              |
| 16 | Make of Two Hearts          | San Valentino                | 9 febbraio 1995           | 14 marzo 1996             |
| 17 | The Birthday Party          | Festa di compleanno          | 16 febbraio 1995          | 14 marzo 1996             |
| 18 | Sleepless in Chicago        | Notte, dottor Benton         | 23 febbraio 1995          | 21 marzo 1996             |
| 19 | Love's Labor Lost           | Tragico errore               | 9 marzo 1995              | 21 marzo 1996             |
| 20 | Full Moon, Saturday Night   | Un sabato sera di luna piena | 30 marzo 1995             | 4 aprile 1996             |
| 21 | House of Cards              | Inquisizione                 | 6 aprile 1995             | 4 aprile 1996             |
| 22 | Men Plan, God Laughs        | L'uomo propone, Dio dispone  | 27 aprile 1995            | 11 aprile 1996            |
| 23 | Love Among the Ruins        | Un nababbo tra noi           | 4 maggio 1995             | 11 aprile 1996            |
| 24 | Motherhood                  | Maternità                    | 11 maggio 1995            | Giovedi 18 aprile 1996    |
| 25 | Everything Old Is New Again | Ci vediamo in autunno        | 18 maggio 1995            | Giovedi 18 aprile 1996    |

## Pilota
- Titolo originale: 24 Hours
- Diretto da: Rod Holcomb
- Scritto da: Michael Crichton

### Trama
Episodio pilota della serie, racconta 24 frenetiche ore di un gruppo di medici, infermiere e impiegati del Pronto Soccorso di un ospedale di Chicago. I principali personaggi sono il dottor Mark Greene (che è alla ricerca di un posto in una struttura privata a causa delle pressioni della moglie Jennifer), il dottor Doug Ross (pediatra che si occupa dei casi in un modo tutto personale, spesso in contrasto con le regole dell'ospedale), la dottoressa Susan Lewis, il dottor Peter Benton (chirurgo scontroso ma dotato di grandi capacità), il nuovo tirocinante John Carter, l'infermiera Carol Hathaway (che tenta il suicidio a seguito di problemi personali, in particolare del tribolato rapporto sentimentale con il dottor Ross) e il dottor David Morgenstern (responsabile del Pronto Soccorso).
- Nota. Il copione originale prevedeva che l'infermiera Hathaway non sopravvivesse al tentato suicidio, ma l'affetto dimostrato dai telespettatori per questo personaggio fece ricredere i produttori, che modificarono il copione facendo sopravvivere Carol.[3]
- Ascolti Italia: 3 852 000 telespettatori[4]

## Primo giorno
- Titolo originale: Day One
- Diretto da: Mimi Leder
- Scritto da: John Wells

### Trama
La moglie del dottor Greene arriva in ospedale per annunciare al marito di aver superato l'esame per l'esercizio della professione di avvocato. I due decidono di festeggiare subito, ma un gruppo dello staff del Pronto Soccorso arriva all'improvviso, interrompendo i festeggiamenti con grande imbarazzo di Mark. In seguito il dottor Greene si occupa di un'anziana donna, il cui marito non è pronto ad accettarne la morte. Sono passate 8 settimane dal tentato suicidio di Carol Hathaway, ma il dottor Ross non si è ancora recato a trovarla. La dottoressa Susan Lewis salva un neonato e successivamente litiga con il dottor Cvetic (psichiatra) che non intende ricoverare un paziente che soffre di demenza. Il dottor John Carter si trova ad occuparsi di un gruppo di turisti tedeschi intossicati da cibo avariato; si occupa poi di un'affascinante signora sofferente di rash cutaneo. Il dottor Benton si vede contestare la propria diagnosi (che si rivelerà corretta) dal medico personale di un paziente. Susan Lewis si occupa di una famiglia investita da un guidatore ubriaco: il marito e la figlia sopravviveranno, ma ci sono poche speranze per la madre. Il guidatore ubriaco, invece, se la cava con ferite superficiali. L'episodio si chiude con la visita a casa dell'infermiera Hathaway da parte del dottor Ross, che le porta dei fiori.
- Ascolti Italia: 4 020 000 telespettatori[5]

## Un tranquillo lunedì
- Titolo originale: Going Home
- Diretto da: Rod Holcomb e Mark Tinker
- Scritto da: Michael Crichton e Lydia Woodward

### Trama
Carol Hathaway torna al suo lavoro, trovando una calorosa accoglienza da parte del personale del pronto Soccorso e acuendo i sensi di colpa del dottor Ross. Mentre un'anziana donna sconosciuta vaga in stato confusionale per il Pronto Soccorso cantando e distraendo il personale, la dottoressa Susan Lewis ha uno scontro con il cardiologo di turno, dottor Kayson, in quanto quest'ultimo critica il suo operato su un paziente vittima di attacco cardiaco. Susan, ad un successivo riesame del caso, ottiene scarso appoggio da parte dei colleghi. Si occupa poi di una donna malata di leucemia, la quale offre buoni consigli a Carol Hathaway. Mark Greene cerca di curare una donna che è stata maltrattata dal marito, ma che non vuole lasciarsi aiutare.
- Guest star: Rosemary Clooney (Madame X), Anne Haney (paziente con la leucemia)
- Ascolti Italia: 4 020 000 telespettatori[5]

## Incidente mortale
- Titolo originale: Hit and Run
- Diretto da: Mimi Leder
- Scritto da: Paul Manning

### Trama
Il dottor Benton e la dottoressa Langworthy non riescono a rianimare un ragazzo coinvolto in un incidente stradale: tocca a John Carter identificare il ragazzo ed informarne i genitori. Commette un errore e dà la cattiva notizia ai genitori di un altro ragazzo. Doug Ross promette ad un giovane paziente che lui non verrà separato dalla madre schizofrenica, pur sapendo che lei dovrà restare ricoverata in ospedale per un lungo periodo. Susan Lewis confida al dottor Greene che sta frequentando il dottor Div Cvetic, psichiatra, con il quale lei aveva avuto un duro scontro professionale. La dottoressa si occupa poi di un uomo d'affari il cui telefono cellulare crea seri problemi alle apparecchiature del Pronto Soccorso e attiva il defibrillatore interno di una paziente del dottor Greene. Il dottor Benton si dimentica che toccava a lui accudire la madre mentre sua sorella era fuori a cena con il marito per festeggiare il loro 10º anniversario di matrimonio. L'episodio si chiude con il dottor John Carter che, assistendo una partoriente su un'auto nel parcheggio del Pronto Soccorso, ritrova le motivazioni per andare avanti nel suo lavoro.

## Tutto in una notte
- Titolo originale: Into That Good Night
- Diretto da: Charles Haid
- Scritto da: Robert Nathan

### Trama
Tutto il Pronto Soccorso del County General, specialmente il dottor Greene, è concentrato a trovare un cuore per Samuel Gasner, un padre di famiglia affetto da una grave cardiomiopatia dilatativa in fase terminale, il cui cuore non reggerà fino al giorno successivo a meno che non si trovi un donatore. Sorgono anche i dubbi per effettuare il trapianto, dato che Gasner ha già subito due fibrillazioni ed il tessuto cardiaco è in shock cardiogeno a causa del muscolo divenuto ormai logoro. Le ore passano e Gasner diventa sempre più debole; vengono avvertite la moglie e la figlia, ed è lo stesso dottor Greene a metterle al corrente della situazione. Gasner chiede di avere la possibilità di vedere sua figlia e sua moglie, ma proprio mentre parla con quest'ultima va nuovamente in fibrillazione ventricolare. Greene fa di tutto per salvarlo, prima di morire riesce a farlo rinvenire giusto il tempo di dire alla moglie che sua figlia starà bene e di ricordarle che le vuole bene. Intanto il dottor Ross acquista delle medicine per una paziente asmatica che non se le può permettere.
- Guest star: Alan Rosenberg (Samuel Gasner)
- Altri interpreti: Cathy Lind Hayes (Elaine Gasner), Rachael Bella (Sarah Gasner)

## Caldo e violenza
- Titolo originale: Chicago Heat
- Diretto da: Elodie Keene
- Sceneggiato da: Robert Nathan
- Soggetto di: Neal Baer

### Trama
È il giorno più caldo di ottobre e al County General Teaching Hospital si è rotto il condizionatore. Il dottor Greene è costretto dall'assenza della moglie a portare la figlia Rachel in ospedale. Il dottor Ross è alle prese con una bambina di 5 anni con una coartazione aortica congenita e che ha appena avuto un arresto respiratorio. Il dottor Benton deve assistere un paziente che, dopo essere stato accoltellato mentre consegnava le pizze, entra letteralmente con il suo autoveicolo dalla porta principale del pronto soccorso. All'accettazione Malik, Jerry, Wendy, Haleh, Lydia e la dottoressa  Lewis scommettono sul tasso alcolemico di Arthur, il loro abituale paziente. La dottoressa Lewis incontra nella sala medici la sorella Chloe, che è arrivata a Chicago solamente per ottenere un po' di ospitalità dalla sorella. Nel frattempo Doug Ross scopre che la bambina che ha avuto l'arresto respiratorio è in overdose da cocaina e di questo accusa il padre, ma dopo analisi e test si scopre che la responsabile è la sorella della piccola. L'habitué del pronto soccorso Ivan Gregor è ancora vittima di una sparatoria nel suo negozio di alcolici, ma questa volta è stato lui a sparare. Il dottor Benton non riuscirà a salvare il ragazzo e Ivan sarà costretto ad andare in prigione. Hathaway, insieme al suo nuovo uomo, John Taglieri mette a posto una spalla lussata. Susan chiede al suo fidanzato di dare un'occhiata a sua sorella, di cui è preoccupata per la sua salute mentale. Finalmente alla fine del turno viene riparato l'impianto di condizionamento, per la gioia di Jerry. Tornata a casa Susan non trova sua sorella, che ha messo la casa sottosopra ed ha rubato il televisore.

## Una giornata particolare
- Titolo originale: Another Perfect Day
- Diretto da: Vern Gillum
- Sceneggiato da: Lydia Woodward
- Soggetto di: Lance A. Gentile

### Trama
Patrick, un giovane con una ferita al braccio entra nel pronto soccorso per farsi curare. Il dottor Benton riesce brillantemente a salvare un giovane ragazzo vittima di un accoltellamento, mentre Carter deve dare dei punti in faccia ad una signora. Carter sta cercando casa e Jerry gli consiglia di fare come ha fatto lui: ha preso possesso dell'appartamento di un paziente deceduto. Il dottor Benton affida a Carter un ragazzo con lacerazione, contro il volere di Haleh. Carol e la dottoressa Lewis danno i punti a Patrick e gli prenotano una lastra, mentre Carter è alle prese con il ragazzo con lacerazione, che si rivela essere un teppista di strada. La Lewis viene chiamata con urgenza al parco ambulanze, ma nel momento in cui dovrebbe uscire il paziente sulla barella escono tutti i colleghi che le fanno gli auguri per il suo compleanno. Il dottor Ross e l'infermiera Hathaway curano con una sincronia e un lavoro di squadra perfetti un dodicenne caduto in acqua e quasi affogato. Quando il giovane paziente viene portato via i due si lasciano andare ad un bacio liberatorio. Carol si sente in colpa nei confronti del nuovo fidanzato, John Taglieri, che in precedenza le aveva chiesto di andare a vivere con lui ed al quale lei aveva risposto di sì. Nel frattempo Mark Greene ritorna al pronto soccorso ed a pranzo incontra la moglie, che gli dice di dovere partire subito per Milwaukee, per un incontro di lavoro. Haleh è arrabbiata con Benton, perché ha lasciato che fosse Carter a sbrigare la sutura della lacerazione, mentre lei aveva chiesto espressamente che fosse lui a portarla a termine. Si presenta una buona occasione per Carter. Il dottor Greene lo aiuta a fare una lombare e gli regala, per la buona riuscita dell'intervento, una bottiglia di champagne. Intanto Benton svolge il colloquio per la borsa di studio alla quale concorre anche la dottoressa Langworthy. Sa di non avere molte speranze essendo solo al secondo anno, ma ci prova ugualmente. La Lewis è alle prese con il ritorno di sua sorella, insieme al suo nuovo fidanzato, Billy, ma dopo un litigio violento Chloe si lacera una mano tirando un pugno ad un vetro. Mentre la medicano il fidanzato di Susan parla con Chloe. L'episodio si chiude con un colloquio tra Susan e Carter sul tetto dell'ospedale.

## Vinca il migliore
- Titolo originale: 9½ Hours
- Diretto da: James Hayman
- Scritto da: Robert Nathan

### Trama
Il povero dottor Ross è a capo del pronto soccorso per una giornata. Il dottor Greene, con la scusa di una tremenda influenza, è rimasto a casa con la moglie di ritorno da Milwaukee per una giornata romantica. Carol è alle prese con una giovane paziente che sostiene di essere stata violentata da un amico, ma indagando più a fondo l'infermiera scopre che erano in tre e che la ragazza vuole proteggere qualcuno. Susan Lewis ha problemi con la macchina e Carter si offre di aiutarla attraverso una sua conoscenza, a patto che lei lo faccia entrare in sala operatoria. In pronto soccorso arriva un ragazzo svenuto in classe. Ripreso per i capelli, grazie all'ottimo lavoro di Benton, il ragazzo viene ricoverato, nonostante lui voglia tornare a casa. Carter parla con lui e lo convince a rimanere in ospedale. Doug ha in cura un bambino che non mangia a causa della gola infiammata. Dopo le analisi il piccolo ha un arresto respiratorio e grazie all'intervento di Benton, che ha perso la borsa di studio alla quale concorreva, il piccolo riesce a salvarsi. Ross, tuttavia, accusa Benton di aver voluto dimostrare di essere adatto a ricevere la borsa di studio, operando su un paziente che non era il suo. Benton è anche invischiato in una strana situazione familiare. Non fa visita alla madre da molto tempo e per coincidenza la donna arriva in pronto soccorso per un dolore ad una caviglia. Benton lascia la direzione del caso a Carter, che risulta molto simpatico all'anziana donna. La Lewis nel frattempo ha un litigio con il suo fidanzato. È arrivato in ospedale un uomo, che ha da poco perso moglie e figlia, con chiari sintomi di depressione e una ferita sul capo. Una volta medicato il taglio Susan vuole mandare a casa il paziente, mentre lo psichiatra vuole metterlo sotto osservazione. Grazie all'aiuto di Susan il paziente viene fatto evadere da psichiatria e rimandato a casa.
- Ascolti Italia: 4 872 000 telespettatori[7]

## La signora Rena
- Titolo originale: ER confidential
- Diretto da: Daniel Sackheim
- Scritto da: Paul Manning

### Trama
L'episodio si apre con Susan Lewis, che sorprende il dottor Cvetic a registrare di notte frasi contenenti sintomi di depressione, molto probabilmente riferite a sé stesso. È il giorno del ringraziamento e anche al County General si festeggia, ma solamente dopo aver fatto il proprio lavoro. Susan è alle prese con un anziano signore polemico, che odia le antiche tradizioni americane. Benton e Carter hanno in cura una donna finita con la macchina contro il pilastro di un ponte. Durante la visita si scopre che il paziente è in realtà un transessuale. Benton è chiamato d'urgenza a causa di un incidente d'auto in cui su tre partecipanti allo scontro solo uno rimane vivo. La vittima sopravvissuta, temendo di morire, confida a Carol che stava guidando lui e che è colpa sua se l'amico è morto. Intanto Carter sutura la transessuale che apre il suo cuore con lui rivelandogli i suoi drammi familiari e privati. Il pediatra Doug Ross è impegnato con un attivista per i diritti degli animali. Sono arrivate in pronto soccorso le madri dei coinvolti nell'incidente. Mentre la madre del morto piange la scomparsa del figlio e sente l'impulso di insultarlo e schiaffeggiarlo per la stupidata che ha commesso, il superstite racconta alla madre una storia fasulla su come si è svolto l'incidente, ma Carol non ha il coraggio di dire la verità alla madre. Carter nel frattempo non trova più la paziente, che viene poi avvistata sul tetto, intenzionata a gettarsi giù. Nonostante i tentativi di Carter la donna si suicida. Carol confida a Taglieri di essere andata a letto con Doug Ross mentre stava con lui e di averlo baciato pochi giorni prima. Benton si accolla la responsabilità del suicidio della donna e insieme al giovane tirocinante va a casa, alla cena del ringraziamento. A casa di Susan è in corso la cena, ma il fidanzato della dottoressa non arriva. L'episodio si chiude con l'immagine dello psichiatra che urla in mezzo alla strada.
- Ascolti Italia: 4 872 000 telespettatori[7]

## Bufera di neve
- Titolo originale: Blizzard
- Diretto da: Mimi Leder
- Sceneggiato da: Lance A. gentile
- Soggetto di: Neal Baer e Paul Manning

### Trama
C'è un'immensa bufera in corso fuori dal County General. All'interno i medici se la spassano a causa della mancanza di pazienti. Per ravvivare un po' la giornata Susan e Mark decidono di fare uno scherzo a Carter, mentre il giovane tirocinante sta dormendo. Quando si risveglierà troverà la sua gamba ingessata. Al banco dell'accettazione Carol fa vedere a tutti l'anello che Taglieri le ha regalato e Doug Ross ritorna dalle Bahamas con la sua nuova compagna. All'improvviso una notizia sconvolge la tranquillità della giornata. A causa di un tamponamento a catena verranno portati numerosi pazienti al pronto soccorso. Durante la trepidazione generale di tutto il reparto a causa della confusione nei corridoi compare Patrick. Il ragazzo accende un registratore e avvicina l'interfono alle casse facendo sentire a tutto l'ospedale la canzone di Natale, con la rabbia di Doug Ross. A causa dell'emergenza arriveranno volti nuovi, come la dottoressa Hicks, assistente di chirurgia. Benton è alle prese con un ragazzo a cui è stata tranciata una gamba e con grande maestria riesce a reinnestarla. Doug si deve confrontare con la morte di un paziente e con la sua famiglia. Susan ha un paziente con un aneurisma aortico in rottura e va a chiamare Benton. Intanto la situazione peggiora: Bob, l'inserviente polacca, si rivela quindi un'ex chirurgo e clampa l'aorta, fuggendo subito dopo l'intervento senza dare spiegazioni. È Carter a trovarla e rassicurarla: Bob gli confida di essere un chirurgo vascolare senza licenza negli Stati Uniti. Mark Greene intanto, mentre opera, guida via telefono un uomo che sta facendo partorire la moglie in casa. Quando tutto si calma e i medici sono riuniti all'accettazione all'improvviso si spengono le luci e le lucine delle decorazioni natalizie che Patrick ha montato, si accendono, mentre una musica si diffonde per tutto il pronto soccorso. L'episodio si chiude con Ciccio che incontra l'uomo e la donna che ha aiutato via telefono.

## Buon Natale Susan!
- Titolo originale: The Gift
- Diretto da: Felix Enriquez Alcali
- Scritto da: Neal Baer

### Trama
L'episodio inizia con Carter che sveglia Babbo Natale in sala d'attesa per visitarlo, ma lui dice di stare meglio e se ne va. È la vigilia di Natale anche al pronto soccorso del County General e il dottor Greene è indeciso sul regalo da acquistare per la moglie Jennifer. Un uomo porta un bambino che è caduto nel lago durante la pesca. Mentre Greene e Ross tentano di salvarlo, Benton e Carter devono soccorrere un venticinquenne schiantatosi con il gatto delle nevi. La dottoressa Hicks e Benton capiscono che il ragazzo ha subito un brutto colpo ed è cerebralmente morto: si potrebbero quindi prelevare gli organi. Benton, senza aspettare la moglie del ragazzo, chiama gli ospedali che hanno bisogno di organi. Nonostante l'uomo abbia scritto il suo consenso sul retro della patente, la donna non la pensa allo stesso modo, e temporeggia: Benton chiede quindi aiuto a Greene, che parla con la moglie ma non riesce a convincerla; tuttavia, al ritorno di Peter, la donna finalmente acconsente. Il bimbo caduto nel lago si risveglia, ma non emette alcun suono: Ross riesce a salvarlo. 
Per la dottoressa Lewis arriva una brutta notizia dopo l'altra: il dottor Cvetic, suo fidanzato, ha lasciato la città senza contattarla. In più, sua sorella Chloe è incinta, e lei teme che sia irresponsabile nei confronti del figlio che le sta per nascere. Carter prova a baciare Susan, ma lei si tira indietro. Delusioni amorose anche per Doug Ross, che, nonostante la sua nuova fiamma, non riesce a smettere di pensare a Carol: la raggiunge nel ristorante dove sta cenando con Taglieri, ma tutto ciò che ne ottiene è un pugno sul naso.

## Buon anno
- Titolo originale: Happy new year!
- Diretto da: Charles Haid
- Scritto da: Lydia Woodward

### Trama
L'episodio si apre con Carter che corre ad avvertire gli altri medici di avere trovato un uomo a cui hanno sparato e che si stava congelando all'aperto. Al momento di intubarlo, Greene affida a Carter il compito, dopo di che Benton lo porta in sala operatoria, senza dare la possibilità a Carter di entrarci per la prima volta. Ross è alle prese con due fratelli litigiosi ed una madre irascibile, mentre Greene aiuta un barbone congelato, razzista e geloso dei suoi vestiti. La dottoressa Lewis ottiene dal dottor Kayson il permesso di dimettere una paziente, mentre Chloe le confida la volontà di trasferirsi in Texas con il suo nuovo ragazzo. Susan si trova alle prese con un paziente che accusa un dolore all'addome: mentre il cardiologo Kayson lo dimette, questo ritorna dopo poco tempo con grossi problemi cardiaci. Il paziente muore: verrà quindi aperta un'inchiesta sulla povera Susan. Carter si lamenta con Greene di non essere mai entrato in sala operatoria e di non avere la possibilità di fare esperienza: Benton decide quindi di portarlo per la prima volta ad assistere ad un intervento. Nonostante tutte le raccomandazioni del chirurgo e tutte le indicazioni su come prepararsi, Carter inizialmente si contamina e viene buttato fuori dalla sala, ma è presto riammesso e può prendere parte all'operazione.
Intanto, la sorella di Benton lo accusa di non essere quasi mai andato a trovare la madre, malata di Alzheimer, e gli annuncia la sua decisione di metterla in un ospizio.
- Ascolti Italia: 5 752 000 telespettatori[8]

## La data delle nozze
- Titolo originale: Luck of the draw
- Diretto da: Rod Holcomb
- Scritto da: Paul Manning

### Trama
L'episodio si apre con il dottor Greene e la dottoressa Lewis che parlano del problema avuto da Susan con il dottor Kayson. La donna viene richiamata dal primario, che le comunica l'intenzione di procedere con l'inchiesta, consigliandole di cambiare specialità. Susan è sempre più in crisi: mentre scopre che il dottor Greene controfirma tutte le sue cartelle, la presenza di Kayson riesce ad agitarla fino al punto di farle commettere errori, che non migliorano la sua situazione. 
Carol Hathaway ha già da tempo annunciato il suo matrimonio con John Taglieri, ma ancora non si è decisa una data ufficiale: quando viene interrogata sulla questione, per l'agitazione l'infermiera si punge con una siringa. Benton è già pronto per entrare in sala operatoria con il dottor Morgenstern, quando riceve la notizia che sua madre è scappata di casa: la cerca con il cognato, che non risparmia parole dure nei suoi confronti. Quando Peter trova la donna, controvoglia le confida l'intenzione di affidarla ad un ospizio, ma la donna rifiuta con decisione. A Carter, intanto, viene affidata una nuova studentessa, Deb Chen, orientale ed apparentemente alle prime armi. A rasserenare gli animi arriva l'annuncio delle nozze di Carol e Taglieri: Doug brinda amaramente con loro.
- Altri interpreti: Kristin Davis (Leslie)
- Ascolti Italia: 5 752 000 telespettatori[8]

## Lungo viaggio nel giorno
- Titolo originale: Long day's journey
- Diretto da: Anita W. Addison
- Scritto da: Robert Nathan

### Trama
L'episodio inizia con il dottor Ross che presta cure mediche ad una signora accompagnata dai figli adolescenti, che riferiscono che la madre sia caduta. Dopo avere letto la cartella Carol fa notare come la donna, da sei mesi a questa parte, abbia subito lesioni piuttosto sospette: Doug scopre infatti che è la figlia a picchiare la madre. Greene è alle prese con il lavoro della moglie Jennifer, divisa tra Milwaukee e Chicago, e il calendario cinese: una donna asiatica incinta vuole far nascere il figlio entro dieci giorni per avere un segno zodiacale propizio. Doug e Taglieri, rivali in amore, si trovano a dover curare lo stesso paziente: un ragazzino con una gamba fratturata rivelerà un osteosarcoma, e spetterà al dottor Ross il compito di parlargli. Carol deve prestare aiuto ad una ragazza che ha tentato il suicidio, rivivendo ciò che era capitato a lei: la conclusione sarà diversa, e questo la spingerà a riflettere.
Susan partecipa alla commissione dell'inchiesta, fronteggiando finalmente il dottor Kayson: la commissione darà ragione a lei, e la donna troverà finalmente la forza per reagire ai maltrattamenti del cardiologo. Ironia della sorte, pochi giorni dopo sarà la stessa Susan a salvare Kayson da un infarto. Mentre Carter e Chen curano i feriti di un incendio, Benton e la sorella discutono per l'affidamento della madre: alla fine, viene trovata una fisioterapista per qualche giorno alla settimana. L'episodio si chiude con Doug depresso e Carol invece a letto con Taglieri.
- Ascolti Italia: 5 975 000 telespettatori[9]

## Una vipera in corsia
- Titolo originale: Feb 5, '95
- Diretto da: James Hayman
- Scritto da: John Wells

### Trama
L'episodio si apre con Carter e Greene in ambulanza che si recano subito su un luogo di un incidente stradale. Carter appare subito più nervoso del solito e sgrida Chen perché preoccupata per il lavoro di ricerca che dovrà esporre più tardi al chirurgo. Greene non ha ancora risolto i rapporti con Susan dopo il loro litigio, e i due discutono per un paziente. Mark riesce a salvarlo, dal momento che la sua era l'ipotesi corretta: Morgenstern gli offre quindi un posto di lavoro a tempo indeterminato. La notizia non viene accolta bene da Jennifer, che accusa il marito di egoismo: i loro rapporti iniziano a incrinarsi. Intanto, in pronto soccorso scorrazza una vipera, che getta il reparto nel panico. Chen e Carter presentano a Benton le loro ricerche, ma la ragazza ha preparato una vera e propria tesi, facendo così sfigurare il suo compagno: gli confida successivamente di essere la figlia di un primario di un altro ospedale. Greene ha a che fare con una donna malata di tumore che chiede di poter morire: aiutato da Susan, finalmente riesce a concludere la pace con la collega.
- Ascolti Italia: 5 975 000 telespettatori[9]

## San Valentino
- Titolo originale: Make of two hearts
- Diretto da: Mimi Leder
- Scritto da: Lydia Woodward

### Trama
È San Valentino, e l'ospedale si riempie di cuori. Una donna arriva in Pronto Soccorso, portando in braccio una bambina che presenta febbre e alcuni sintomi di influenza. Dopo l'arrivo di Carol Hathaway e di Doug Ross, che la sottopongono alle prime cure, la donna si dilegua, abbandonando la piccola in ospedale. Carol scopre che la bambina, Tatiana, è stata adottata, è russa e non conosce una sola parola di inglese. Nel frattempo, alle cure di Greene (ai ferri corti con la moglie, sfinito dopo una notte sul divano) e di Carter viene affidato uno strano paziente: si tratta di un cane investito da un'auto, che trova subito posto accanto al letto di Tatiana. Insospettiti dall'abbandono della donna, Carol e Doug ordinano le prime analisi sulla bambina. Benton ha a che fare con una vecchia signora malata di Alzheimer, che lo porta a riflettere ancora una volta sulle condizioni in cui versa la madre. In ospedale arrivano anche tre cheerleader, drogate da un compagno per divertimento con dei cioccolatini all'LSD: Chen, ignara, ne mangia uno. Arrivano i risultati delle analisi di Tatiana: la piccola, oltre ad avere la polmonite, è affetta da AIDS. Carol ha un incontro con la madre adottiva, disperata davanti alla prospettiva di un nuovo ciclo di cure mediche, dopo aver assistito il marito fino alla morte, ed impaurita dall'affetto e dal calore umano per una bimba a cui resta poco da vivere. La donna se ne va in lacrime, lasciando una Carol profondamente turbata al capezzale di Tatiana, da cui lei sola riesce a farsi capire, conoscendo qualche parola di russo.

## Festa di compleanno
- Titolo originale: The birthday party
- Diretto da: Elodie Keene
- Scritto da: John Wells

### Trama
Il dottor Benton prosegue nelle sue fatiche per conciliare lavoro e famiglia: è la volta del compleanno della madre, a cui lui promette di andare. Nonostante tutti i suoi tentativi di trovare una sostituzione, Benton viene ammonito dalla dottoressa Hicks: o rispetta gli orari, o dovrà chiedere un anno di aspettativa, facendo slittare in avanti la fine della specializzazione. Nel frattempo, il dottor Ross ha una colluttazione con un paziente che aveva picchiato la piccola figlia: gli causerà un richiamo e una sanzione. Non rassegnandosi a vedere la piccola Tatiana in orfanotrofio, senza nessuno al mondo, Carol decide di adottare la bambina: ne parla al futuro marito Taglieri, che non si mostra molto entusiasta. Carter viene a sapere da Chen che il pronto soccorso accetterà un solo tirocinante per l'anno successivo, e vi sono già molte domande. Nel tentativo di ingraziarsi Benton, credendo erroneamente che il compleanno sia il suo, Carter organizza una festa in reparto. Gli sforzi di Benton non vanno a buon fine: Peter arriva a casa, con grande disappunto di tutti, quando la madre si è già addormentata.

## Notte, dottor Benton
- Titolo originale: Sleepsless in Chicago
- Diretto da: Christopher Chulack
- Scritto da: Paul Manning

### Trama
Per ricambiare dei favori ai colleghi, che lo hanno sostituito per consentirgli di curare la madre, il dottor Benton ha lavorato per quarantotto ore di fila, trovandosi esausto. Nonostante la dottoressa Hicks lo inviti a prendersi una pausa, egli continua a lavorare senza sosta. John Carter si trova ad avere a che fare con un paziente afono, malato terminale di cancro, che gli chiede di rintracciare il figlio con cui non ha contatti da vent'anni. L'uomo sta morendo, e nonostante tutti i tentativi Carter non riesce a rintracciare il giovane: decide quindi di assisterlo nell'ultima notte della sua vita, dedicando più tempo a lui che agli altri pazienti e venendo ripreso da Benton. Intanto, a Carol giunge una brutta notizia: è pressoché impossibile che Tatiana le venga affidata, dal momento che ha recentemente tentato il suicidio. Disperata, finisce fra le braccia di Doug Ross, che non ne approfitta e la riconduce a casa. Intanto, Jennifer annuncia a Mark Greene la sua intenzione di lasciarlo. Benton torna a casa sfinito, e si addormenta profondamente: non sente così la madre che lo chiama per prendere una medicina. La donna cade dalle scale, e viene portata d'urgenza in pronto soccorso.

## Tragico errore
- Titolo originale: Love's labor lost
- Diretto da: Mimi Leder
- Scritto da: Lance A. Gentile

### Trama
Il dottor Greene ha a che fare con una donna incinta, che lamenta dei dolori allo stomaco: in un primo momento, le diagnostica una banale cistite. In realtà, la ragazza ha una grave forma di preeclampsia. La donna è accompagnata dal marito, con cui non riesce a decidere il nome del bambino. Greene decide di far nascere immediatamente il piccolo, ma la coppia insiste per avere un parto naturale e non cesareo. Il dottore si trova senza assistenti e ostetriche, e il parto presenta subito notevoli difficoltà. Accompagnato da Susan, Greene tenta il tutto per tutto operando la donna: riesce a salvare il piccolo, ma incontra l'ira della dottor Coburn. La donna ha un'emorragia continua e convulsioni, e Greene non riesce a salvarla, nonostante tutti i suoi sforzi. Il dottore, accusato di gravi errori, si sente responsabile della sua morte. La madre di Benton viene operata, dal momento che presenta un femore fratturato, e il figlio non si stacca dal suo capezzale, arrivando a essere soffocante.

## Un sabato sera di luna piena
- Titolo originale: Full Moon, Saturday night
- Diretto da: Donna Deitch
- Scritto da: Neal Baer

### Trama
Greene è ancora sconvolto dopo la morte della sua paziente, e si chiude in sé stesso. Al County General, il dottor Morgenstern lascia il posto ad un nuovo e stravagante primario, William Swift, che viene soprannominato "Willy il selvaggio". Il dottor Swift si distingue subito per alcune pensate particolari; tra queste, la decisione di simulare un'emergenza durante la notte per convocare i medici del pronto soccorso al completo, studiare le loro tempistiche e verificare la preparazione generale. Greene ovviamente non si presenta, se non dopo due ore: è l'inizio di un rapporto conflittuale con il nuovo primario.
Mentre la dottoressa Lewis è alle prese con un ragazzo investito e con il suo investitore, colpito da infarto, Benton non si rassegna al trattamento della madre: dopo averla trovata legata al letto, ha una furibonda discussione con Taglieri, e scioglie le cinghie nonostante il parere contrario dell'infermiera Jeanie Boulet. La donna cade durante la notte, e Benton si trova costretto ad ammettere, suo malgrado, che la madre ha bisogno di essere ricoverata in una casa di cura.
Doug Ross inizia una relazione con Diane, infermiera del reparto di cardiologia, instaurando un ottimo rapporto con suo figlio, mentre per Carol e Taglieri fervono i preparativi del matrimonio. Per Carter e Chen si avvicinano i test di ammissione, mentre un banale singhiozzo spinge una coppia di giovani a rivedere i loro rapporti.

## Inquisizione
- Titolo originale: House of cards
- Diretto da: Fred Gerber
- Scritto da: Tracey Stern

### Trama
I problemi per il dottor Greene continuano: Swift corregge pubblicamente una sua diagnosi, e ciò contribuisce ad aumentare l'insicurezza del medico. Come se ciò non bastasse, il primario invita il collega a discutere pubblicamente del caso della donna morta: quando Greene entra in aula, si trova davanti, oltre ai suoi colleghi, un gran numero di medici pronti a puntargli il dito contro. Parallelamente a questo, il dottore si occupa del caso di un'immigrata clandestina, affetta da tubercolosi, che rifiuta di portare i figli in ospedale. La fama di Carter comincia a diffondersi: il giovane medico migliora sempre più e Chen è gelosa delle possibilità che gli vengono offerte. La giovane decide di fare di testa sua con un paziente, arrivando quasi ad ucciderlo: sconvolta, fugge dall'ospedale. Carter la rintraccia a casa, ma Chen gli confida di non avere intenzione di andare avanti: nonostante gli ottimi risultati teorici, la pratica la spaventa.
Benton porta sua madre nella casa di cura, nonostante ciò gli arrechi dolore. Tornando a casa, Susan si imbatte in Chloe, in stato di gravidanza avanzata, tornata dal Texas dopo essere stata abbandonata dal fidanzato Billy.

## L'uomo propone, Dio dispone
- Titolo originale: Men Plan, God Laughs
- Diretto da: Christopher Chulack
- Scritto da: Robert Nathan

### Trama
Benton non è soddisfatto di come viene condotta la terapia della madre: dopo diverse discussioni con la casa di cura, ne parla a Jeanie Boulet. I due decidono di vedersi a cena: Benton è restio ad accettare, perché la donna è sposata, ma le confida che non ce l'avrebbe mai fatta ad accettare il peggioramento della madre senza il suo sostegno. Greene finalmente si confida con la dottoressa Lewis: ad opprimerlo non è solamente la morte della donna, ma anche l'imminente separazione da Jennifer e la mancanza di Rachel. Susan gli consiglia di andare immediatamente a Milwaukee. Intanto l'ecografia di Chloe risulta essere molto positiva, e la donna festeggia prosciugando la carta di credito della sorella in corredini da neonato per la bimba in arrivo. Doug Ross incontra lo psicologo, dopo il pugno dato in reparto ad un padre manesco, mentre Carol chiede a Susan e alla figlia di Greene di fare da damigelle. Per salvare un ragazzo in preda ad un aneurisma, Benton gira tutta Chicago per trovare l'unico medico che lo possa operare; il dottore riesce nell'intento, ma Swift nota la sua assenza. I rapporti fra quest'ultimo e Greene non migliorano, tanto che Mark confida a Jennifer la sua decisione di trovare casa a Milwaukee: la promozione tanto attesa è in dubbio, e seppure non possa ricostruire la famiglia, almeno il medico riuscirebbe a crescere sua figlia. Il primario nota invece Carter, che migliora sempre di più.

## Un nababbo tra noi
- Titolo originale: Love among the ruins
- Diretto da: Fred Gerber
- Scritto da: Paul Manning

### Trama
Il dottor Greene, nel tentativo di salvare la sua famiglia ed il suo matrimonio, fa la spola fra Milwaukee e Chicago, passando le notti con Jennifer e Rachel e le giornate al County General. Sembra che tra Mark e la moglie vi sia uno spiraglio, e il medico vi si aggrappa con tutte le forze. Il rapporto con il dottor Swift è sempre più conflittuale, e i due arrivano ad un acceso scambio di opinioni, durante il quale Swift dichiara di stare così appresso a Greene perché quest'ultimo sembra sempre assente. Le parti si riconciliano dopo un complicato intervento, nel quale i due riescono a collaborare nonostante le divergenze.
Doug si trova coinvolto nella storia con Diane: accetta addirittura di allenare la squadra di baseball del figlio, con il quale ha stretto un rapporto di complicità. Il matrimonio di Carol e Taglieri è sempre più vicino, e i due sono pronti ad esplodere. In ospedale arriva, con una ferita alla mano, un ricco signore, che in passato ha donato il nuovo reparto di cardiologia al County General: Benton scopre così che Carter è di buona famiglia e suo padre è molto ricco, cosa che il giovane aveva tentato di nascondere. Susan, esasperata dall'irresponsabilità della sorella Chloe, le impone di trovarsi un'altra sistemazione. Dal catalogo di un paziente, che ha un'agenzia matrimoniale, Susan viene a sapere che il dottor Cvetic ora è felicemente sposato.

## Maternità
- Titolo originale: Motherhood
- Diretto da: Quentin Tarantino
- Scritto da: Lydia Woodward

### Trama
Per Chloe arriva il momento di partorire: dopo un tragicomico travaglio, la donna dà alla luce cantando una bellissima e sana bambina. In ospedale arrivano anche i signori Lewis, genitori di Susan e Chloe, che hanno accettato di provvedere alla figlia ed alla nipotina. Tutto il County General festeggia la nascita della piccola, che viene chiamata come la zia. Mentre Greene si occupa di una bambina affetta da un soffio cardiaco, Carter viene a sapere di aver ottenuto il posto per il tirocinio in Pronto Soccorso dell'anno successivo. Mentre attende la risposta del reparto di Chirurgia, cui aveva fatto domanda, rifiuta l'offerta, salvo poi scoprire dalla dottoressa Hicks che non è stato ammesso per l'internato. Il ragazzo si trova quindi nei guai per l'anno successivo.
Susan viene a sapere che i suoi genitori non hanno la minima intenzione di accogliere la sorella in casa loro: nonostante la brutta situazione, riesce a godere alcuni istanti di riposo con la sua nipotina. Diane chiede a Doug di andare a vivere con lei; spaventato, il medico incontra una delle sue vecchie fiamme. La donna li sorprende e lo lascia.
Benton riceve una telefonata dall'ospizio di sua madre: l'anziana signora è morta. Disperato, si reca immediatamente sul posto. Viene raggiunto da Jeanie Boulet, e solo con lei riesce ad aprirsi e a spiegare ciò che prova: i due, inaspettatamente, si baciano.

## Ci vediamo in autunno
- Titolo originale: Everything Old Is New Again
- Diretto da: Mimi Leder
- Scritto da: John Wells

### Trama
È il giorno delle nozze di Carol Hathaway e John Taglieri, e in tutto il pronto soccorso fervono i preparativi. Tra i pochi a non essere invitati alla cerimonia ci sono Doug, Carter e Benton, che proseguono il loro lavoro al County General. Il dottor Greene sembra aver risolto i suoi problemi con il nuovo primario, che gli annuncia la promozione già promessa da Morgenstern per l'anno successivo. Non tutte le notizie, però, sono buone: per il caso della donna affetta da preeclampsia è scattata una denuncia ai danni di Mark, che dovrà affrontare anche questo nuovo ostacolo, seppur con il sostegno di Swift. Doug incontra Jake, il figlio di Diane, e gli confessa le sue responsabilità nella fine della loro storia. Carter deve stendere le valutazioni del corso e giudicare le capacità di insegnamento di Benton; vendicandosi per il suo atteggiamento dispotico ed insofferente, assegna punteggi bassissimi. Dopo che il questionario è già stato recapitato alla dottoressa Hicks, Benton annuncia a Carter che l'internato in pronto soccorso è suo: lo studente potrà quindi tornare anche l'anno successivo. Carter si precipita dalla Hicks e scopre così che Benton ha steso su di lui un rapporto estremamente positivo. Trovandosi da solo a gestire un ragazzino malato di leucemia e vendicativo nei confronti della sorella, si scopre che anche il fratello di Carter ha sofferto di una forma grave della stessa malattia; Benton, intanto, mostra un atteggiamento umano nei confronti di un paziente per la prima volta. Susan corre alla cerimonia, mentre Chloe è nuovamente sparita, lasciando la piccola alla sorella. Poco prima delle nozze, i dubbi di Taglieri aumentano: nonostante Carol sia pronta a sposarlo, egli si rende conto che il suo amore non è autentico. Il matrimonio va quindi a monte, e Doug si precipita alla festa: la serie si chiude con un gran ballo per dimenticare le tristezze e lasciar rimarginare le ferite.